# Ioana Costa
Ioana Costa (n. 17 octombrie 1959, București) este un filolog clasic, profesor doctor la Catedra de Filologie Clasică din Facultatea de Limbi și Literaturi Străine din cadrul Universității București din anul 1990.

## Biografie
- În perioada 1974-1978 a urmat Liceul Ion Creangă, București, secția Filologie clasică.
- În perioada 1978 – 1982 a studiat la Universitatea din București,  Facultatea de Limbi și Literaturi Străine, secția Filologie clasică, pe care a absolvit-o cu licența în Filologie Clasică, diplomă de merit, cu teza “Sistemul indo-european al negațiilor”, îndrumător științific: prof. Dan Slușanschi
- În anul 1990 a devenit asistent universitar.
- În perioada 1993-1994 a beneficiat de o bursă doctorală acordată de Universitatea din Trieste, unde a studiat sub îndrumarea prof. Franco Crevatin
- În anul 1996 a luat doctoratul în lingvistică, cu teza Neflexibile indo-europene.
- În anul 1999 a făcut studii de epistolografie latină la Freie Universität Berlin, sub îndrumarea Prof. h.c. Fritz Wagner.

În prezent, predă cursuri de Introducere în filologia clasică, Fonetica istorică latină și Lingvistică comparată indo-europeană la Universitatea din București.
Este membră a Societatii Române de Studii Clasice și a Societătii Române de Studii Indo-Europene, având funcția de vicepreședinte.

## Premii și distincții
- 2004: Premiul Asociatiei Editorilor Români, pentru Septuaginta vol. 1.[1]
- 2004: Cartea anului 2004, Premiul României literare, pentru Septuaginta vol. 1-2.[1]
- 2014: Premiile Muzeului Național al Literaturii Române – 2014, Premiul Petru Creția – filologie clasică pentru Antichitățile noastre.[3]

## Opera

### Monografii
- Neflexibile indo-europene, București, Roza Vânturilor, 1999, 185 p. ISBN 973-9003-79-6
- Fonetică istorică latină, București, Editura Universitătii din București, 2003, 200 p. ISBN 973-575-763-X
- Textele antice și transmiterea lor, București, Editura Universitătii din București, 2008, 216 p. ISBN 978-973-737-556-8
- Papirus, pergament, hârtie. Începuturile cărții, București, Editura Humanitas, 2011, 168 p.[4]
- Antichitățile noastre, București, Editura Ratio et Revelatio, 2013, 269 p. ISBN13: 9786069352212

### Traduceri
- Plinius, Naturalis historia. Enciclopedia cunoștințelor din Antichitate (6 vol., 2001-2004);
- Seneca, Integrala filozofică (6 vol., 1999-2008);
- Septuaginta, ediția NEC-Polirom (8 vol., 2004-2009); www.polirom.ro/catalog/listare(01,,,septuaginta,,,0,data_introducere,DESC).html
- Cato cel Bătrân, De agri cultura. Cartea despre cultivarea pămîntului, 2010.